# Хурцилава, Инга
Инга Хурцилава (груз. ინგა ხურცილავა; род. 17 апреля 1975) — грузинская шахматистка, гроссмейстер (2013) среди женщин.
Чемпионат Европы в категории до 20 лет (Литомишль, 1994) — 2-е место. Зональный турнир (Тбилиси, 1999) — 2—8 места.
Чемпионка Грузии 1991, 1997 и 2000 (1—2 места с С. Тареладзе). Участница чемпионата мира 2000 (Нью-Дели).
Нормы женского гроссмейстера: Пардубице (1996), Тбилиси (1999), Икар (2009).

## Изменения рейтинга
| Графики недоступны из-за технических проблем. См. информацию на Фабрикаторе и на mediawiki.org. |